# Pál Teleki
Conde Pál János Ede Teleki de Szék (Budapeste, 1 de novembro de 1879 – Budapeste, 3 de abril de 1941) foi um político húngaro que serviu como primeiro-ministro do Reino da Hungria de 1920 a 1921 e de 1939 a 1941. Ele também era especialista em geografia, professor universitário, membro da Academia Húngara de Ciências e escoteiro-chefe da Associação Escoteira Húngara. Ele descendia de uma família aristocrática da Transilvânia.
Teleki tentou manter a Hungria neutra durante os primeiros estágios da Segunda Guerra Mundial, apesar de cooperar com a Alemanha Nazista para recuperar o território húngaro perdido no Tratado de Trianon. Quando Teleki soube que tropas alemãs haviam entrado na Hungria a caminho da Iugoslávia, efetivamente acabando com as esperanças de neutralidade húngara, ele cometeu suicídio.
Ele é uma figura controversa na história húngara porque, como primeiro-ministro, tentou preservar a autonomia húngara em circunstâncias políticas difíceis, mas também propôs e promulgou leis antijudaicas.  

## Biografia
Teleki era filho de Géza Teleki (1844–1913), um político húngaro e ministro do Interior, e sua esposa Irén Muráty (Muratisz) (1852–1941), filha única de uma família rica de comerciantes e banqueiros gregos, em Budapeste, Hungria.  Irén Muráty era fluente em grego.  Sua família, os Muráty (grego: Μουράτη), vieram originalmente de Kozani, no norte da Grécia.  Teleki frequentou a escola primária luterana de Budapeste de 1885 a 1889, e a escola secundária Pest Calasanz ("Gymnázium") de 1889 a 1897. Em 1897, ele começou a trabalhar em nível superior na Universidade de Budapeste, estudando direito e ciência política. Teleki estudou então na Real Academia Húngara de Economia em Magyaróvár (Magyaróvári Magyar Királyi Gazdasági Akadémia), e depois de lutar para concluir seus estudos, formou-se com doutorado em 1903. Ele se tornou professor universitário e especialista em geografia e assuntos socioeconômicos na Hungria antes da Primeira Guerra Mundial, além de um educador muito respeitado. Por exemplo, Erik von Kuehnelt-Leddihn foi um de seus alunos. Ele lutou na Primeira Guerra Mundial como voluntário. 
Em 1918-19,  ele compilou e publicou um mapa representando a composição etnográfica da nação húngara. Com base na densidade populacional de acordo com o censo de 1910, o chamado Mapa Vermelho foi criado para as negociações de paz no Tratado de Trianon. Seus mapas eram uma excelente composição de dados sociais e geográficos, mesmo do ponto de vista do atual Sistema de Informação Geográfica bem desenvolvido. De 1911 a 1913 foi Diretor de Publicações Científicas do Instituto de Geografia e de 1910 a 1923 foi Secretário Geral da Sociedade Geográfica. Foi delegado na Conferência de Paz de Versalhes em 1919.  Entre 1937 e 1939, foi o representante húngaro no Comitê Internacional de Cooperação Intelectual da Liga das Nações. 

## Escotismo
No verão de 1927, o filho de Teleki, membro dos Escoteiros Marítimos Húngaros, estava participando de um comício dos Escoteiros Marítimos realizado em Helsingør, Dinamarca. Em um cruzeiro à vela, ele ignorou uma reprimenda de seu chefe escoteiro, Fritz M. de Molnár, por não realizar um pequeno, mas necessário exercício de marinharia. Molnár tentou reforçar seu ponto de vista ameaçando contar ao pai do menino quando retornassem a Budapeste. Géza respondeu: "Oh, papai não está interessado no Escotismo". Isso despertou a coragem de Molnár, e ele decidiu abordar o assunto do Escotismo com o Conde Teleki. 
A palestra de Molnár sobre o Escotismo intrigou Teleki, e ele foi fundamental no apoio ao Escotismo na Hungria. Ele se tornou o Escoteiro Chefe da Hungria, membro do Comitê Escoteiro Internacional de 1929 a 1939, Chefe de Acampamento do 4º Jamboree Mundial Escoteiro realizado na Floresta Real em Gödöllő, Hungria, Escoteiro Chefe da Associação Escoteira Húngara e amigo próximo e contemporâneo de Robert Baden-Powell, 1º Barão Baden-Powell. A sua influência e inspiração foram um factor importante no sucesso do Escotismo na Hungria e contribuíram também para o seu sucesso noutros países. 

## Carreira política

### Autonomia húngara
Alguns veem Teleki como um herói moral que tentou evitar o envolvimento da Hungria na Segunda Guerra Mundial. Ele enviou Tibor Eckhardt, um político de alto escalão do Partido dos Pequenos Agricultores, aos Estados Unidos com US$ 5 milhões para o Ministro Húngaro nos Estados Unidos, János Pelényi, para preparar o governo húngaro no exílio, para quando ele e o Regente Horthy tivessem que deixar o país. Segundo os defensores dessa visão, seu objetivo era salvar o que pudesse ser salvo, sob pressão política e militar da Alemanha Nazista e, como o governo polonês no exílio, tentar sobreviver de alguma forma durante os anos de guerra que viriam. 

### Teleki mantém a Hungria no status de "não beligerante"

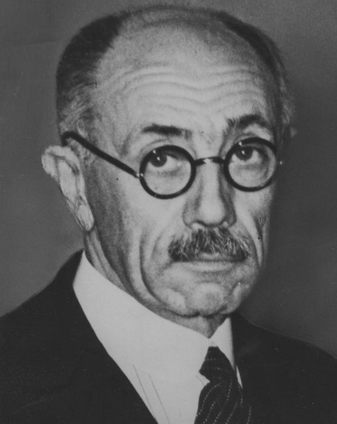
Pál Teleki por volta de 1939

Retornando ao governo em 1938 como Ministro da Educação, Teleki apoiou a tomada da Tchecoslováquia pela Alemanha, na esperança de que o desmembramento da Hungria concluído no Tratado de Trianon de 1920 fosse desfeito. Em 16 de fevereiro de 1939, o primeiro-ministro húngaro Béla Imrédy, que era conhecido como um líder pró-fascista e antissemita, foi forçado a deixar o cargo depois que foi revelado que ele era de ascendência judaica. Teleki tornou-se primeiro-ministro pela segunda vez em 15 de fevereiro de 1939. Embora se esforçasse por encerrar vários partidos políticos fascistas, não fez nada para pôr fim às leis antissemitas existentes. 
Em 24 de agosto de 1939, a Alemanha e a União Soviética assinaram o Pacto Molotov-Ribbentrop, que estipulava o "interesse" de longa data da União Soviética na Bessarábia, Romênia. Uma semana depois, em 1º de setembro de 1939, a Alemanha invadiu a Polônia e exigiu o uso do sistema ferroviário húngaro através de Kassa (então na Hungria) para que as tropas alemãs pudessem atacar a Polônia pelo sul. A Hungria tradicionalmente tinha laços fortes com a Polônia, e Teleki recusou a exigência da Alemanha. Horthy disse ao embaixador alemão que "preferiria explodir as linhas ferroviárias do que participar num ataque à Polónia" (o que paralisaria completamente a única ligação ferroviária da Hungria à Polónia, se os alemães decidissem marchar pela Hungria sem autorização).   A Hungria declarou que era uma nação "não beligerante" e se recusou a permitir que forças alemãs viajassem através ou sobre o país para atacar a Polônia. Como resultado da recusa da Teleki em cooperar com a Alemanha, durante o outono de 1939 e o verão de 1940, mais de 100.000 soldados poloneses e centenas de milhares de civis, muitos deles judeus, escaparam da Polônia e cruzaram a fronteira para a Hungria. O governo húngaro permitiu então que a Cruz Vermelha Polaca e a Igreja Católica Polaca operassem abertamente.  Os soldados poloneses foram formalmente internados, mas a maioria deles conseguiu fugir para a França na primavera de 1940, graças à atitude indulgente ou amigável das autoridades.
Entretanto, com a tomada da Áustria, Tchecoslováquia e Polônia pela Alemanha, as nações-tampão entre a Hungria e as nações beligerantes da Alemanha e da União Soviética evaporaram. A Alemanha fez exigências económicas à Hungria para apoiar a guerra e ofereceu-se para retribuir com entregas de armas, mas devido aos acontecimentos nos Balcãs, estas foram encaminhadas para o Exército Romeno. 
Em seus diários, o ministro das Relações Exteriores italiano Galeazzo Ciano, genro de Mussolini, escreveu que durante uma visita de Teleki a Roma em março de 1940, Teleki "evitou tomar qualquer posição aberta de uma forma ou de outra, mas não escondeu sua simpatia pelas potências ocidentais e teme uma vitória alemã integral como uma praga".  Ciano relatou que Teleki disse mais tarde que esperava "a derrota da Alemanha, não uma derrota completa — que poderia provocar choques violentos — mas um tipo de derrota que embotaria seus dentes e garras por um longo tempo". 

### Alemanha exige assistência da Hungria

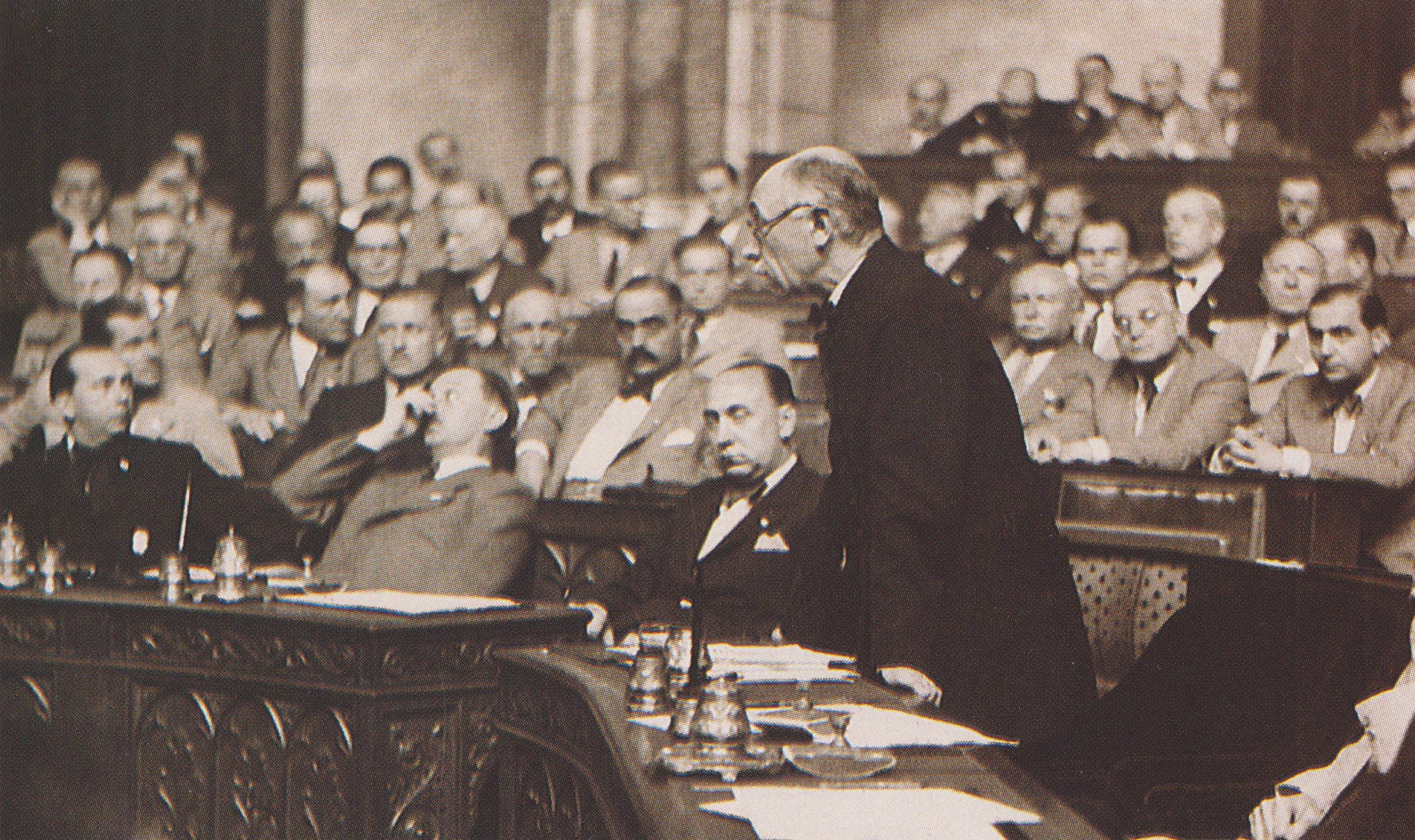
Pál Teleki no Parlamento Húngaro em junho de 1939

Em 1940, a Alemanha usou o movimento iminente da União Soviética para tomar a Bessarábia como uma desculpa para se preparar para ocupar os vitais campos de petróleo romenos. O Estado-Maior da Alemanha abordou o Estado-Maior da Hungria e solicitou a passagem de suas tropas pela Hungria e a participação da Hungria na tomada. A Alemanha ofereceu a Transilvânia como recompensa à Hungria. O governo húngaro resistiu, desejou permanecer neutro e manteve alguma esperança de ajuda dos italianos. A Hungria enviou um enviado especial a Roma: "Para os húngaros surge o problema de deixar os alemães passarem ou se opor a eles com força. Em ambos os casos, a liberdade húngara chegaria ao fim". Mussolini respondeu: "Como isso poderia acontecer, já que sou aliado de Hitler e pretendo permanecer assim?"  No entanto, Teleki permitiu que as tropas alemãs cruzassem o território húngaro para o sul da Romênia, com a recompensa em agosto de 1940 do retorno à Hungria de grande parte da terra ancestral da Transilvânia de Teleki na Segunda Arbitragem de Viena. Em novembro, o governo de Teleki assinou o Pacto Tripartite, uma medida que voltaria a assombrá-lo apenas alguns meses depois.
Em Março de 1941, Teleki opôs-se veementemente à participação húngara na invasão da Iugoslávia.  A resistência da Hungria em ajudar a Alemanha causou desconfiança alemã. A Hungria não foi informada dos preparativos ultrassecretos de Hitler para invadir a União Soviética e inicialmente não fez parte da invasão. "A Hungria, no período de preparação para Barbarossa, não deve ser considerada um aliado além do status atual..."
Além disso, as tropas alemãs não deveriam atravessar territórios húngaros, e os aeródromos húngaros não deveriam ser usados pela Luftwaffe, de acordo com as novas directivas do Alto Comando em 22 de Março de 1941.  Teleki acreditava que somente uma Federação do Danúbio poderia ajudar os estados da Europa Central e Oriental (Áustria, Tchecoslováquia, Iugoslávia, Romênia e Bulgária) a escapar do domínio da Alemanha.

No livro Transylvania The Land Beyond the Forest, Louis C. Cornish   descreveu como Teleki, sob vigilância constante da Gestapo alemã durante 1941, enviou uma comunicação secreta para contatos na América. 
Ele previu claramente a derrota completa da Alemanha e o caos europeu que resultaria da guerra. Ele acreditava que nenhum futuro seria concebível para qualquer uma das nações menores da Europa Central e Oriental se tentassem continuar a viver as suas vidas nacionais isoladas. Ele pediu a seus amigos na América que os ajudassem a estabelecer um sistema federal, para se federar. Só isto poderia garantir-lhes os dois principais activos da vida nacional: primeiro, a segurança política e militar e, segundo, a prosperidade económica. A Hungria, enfatizou ele, estava pronta para aderir a essa colaboração, desde que fosse firmemente baseada na completa igualdade de todos os estados membros. 
Em 1941, a jornalista americana Dorothy Thompson apoiou a declaração de outros: "Peguei do escritório do Conde Teleki uma monografia que ele havia escrito sobre a estrutura das nações europeias. Geógrafo distinto, ele estava desenvolvendo um plano para a federação regional, com base em realidades geográficas e econômicas".  Teleki não recebeu resposta às suas ideias e teve que resolver a situação sozinho.

### Teleki entre o Eixo e os Aliados
O evento que levou ao suicídio de Teleki começou em 25 de março de 1941, quando o primeiro-ministro iugoslavo Dragisa Cvetkovic e o ministro iugoslavo das Relações Exteriores Aleksandar Cincar Marković viajaram para Viena e assinaram o Pacto Tripartite. No final da noite de 26/27 de março de 1941, os generais da Força Aérea Dušan Simović e Borivoje Mirković executaram um golpe de estado sem derramamento de sangue, refutaram as assinaturas da aliança e aceitaram uma garantia britânica de segurança. A Alemanha viu seu flanco sul potencialmente exposto no momento em que preparava a Operação Barbarossa, a invasão da União Soviética. A Alemanha planejou a invasão da Iugoslávia (Diretiva nº 25) para obrigá-la a permanecer parte do Eixo. Hitler usou a adesão da Hungria ao Pacto Tripartite para exigir que a Hungria participasse. Döme Sztójay, o embaixador húngaro na Alemanha, foi enviado para casa por via aérea com uma mensagem para Horthy:
A Iugoslávia será aniquilada, pois acaba de renunciar publicamente à política de entendimento com o Eixo. A maior parte das forças armadas alemãs deverá passar pela Hungria, mas o ataque principal não será feito ao sector húngaro. Aqui o Exército Húngaro deverá intervir e, em troca da sua cooperação, a Hungria poderá reocupar todos os antigos territórios que foi forçada a ceder à Iugoslávia. O assunto é urgente. É solicitada uma resposta imediata e afirmativa.

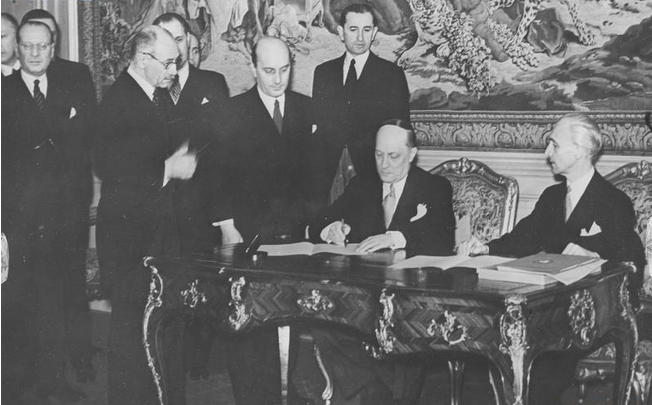
O Governo Teleki assina o Tratado de Amizade Eterna com a Iugoslávia

Teleki tinha assinado um pacto de não agressão, o Tratado de Amizade Eterna, com a Iugoslávia em 12 de Dezembro de 1940, apenas cinco meses antes, e não consentiria em ajudar na invasão.  O governo de Teleki escolheu um meio-termo, optando por permanecer fora do conflito germano-iugoslavo, a menos que as minorias húngaras estivessem em perigo ou a Iugoslávia entrasse em colapso. Teleki transmitiu a posição do seu governo a Londres e procurou obter uma compensação pela difícil posição da Hungria. 
Em 3 de abril de 1941, Teleki recebeu um telegrama do ministro húngaro em Londres informando que o secretário de Relações Exteriores britânico, Anthony Eden, havia ameaçado romper relações diplomáticas com a Hungria se o país não resistisse ativamente à passagem de tropas alemãs por seu território e declarasse guerra se atacasse a Iugoslávia.
O desejo duradouro de Teleki era manter a Hungria não alinhada, mas ele não podia ignorar a influência dominante da Alemanha Nazista. Teleki agora se deparava com duas escolhas ruins. Ele poderia continuar a resistir às exigências da Alemanha por ajuda na invasão da Iugoslávia, embora soubesse que isso provavelmente significaria que, depois que a Alemanha conquistasse a Iugoslávia, ela voltaria sua atenção para a Hungria, como havia acontecido com a Áustria, a Tchecoslováquia e a Polônia. Ele poderia permitir que as tropas alemãs cruzassem o território húngaro, mesmo que isso traísse a Iugoslávia e levasse os Aliados a declarar guerra à Hungria. 
Horthy, que havia resistido à pressão da Alemanha, concordou com as exigências alemãs. Teleki se reuniu com o conselho do gabinete naquela noite. Ele queixou-se de que Horthy tinha "me dito trinta e quatro vezes que nunca faria guerra por interesses estrangeiros, e agora mudou de ideias". 
Antes que Teleki pudesse traçar um curso através do emaranhado político, a decisão foi arrancada dele pelo General Henrik Werth, chefe do Estado-Maior Húngaro. Sem a sanção do governo húngaro, Werth, de origem alemã, fez acordos privados com o Alto Comando Alemão para o transporte de tropas alemãs através da Hungria. Teleki denunciou a ação de Werth como traição. 

### Alemanha entra na Hungria, Teleki comete suicídio

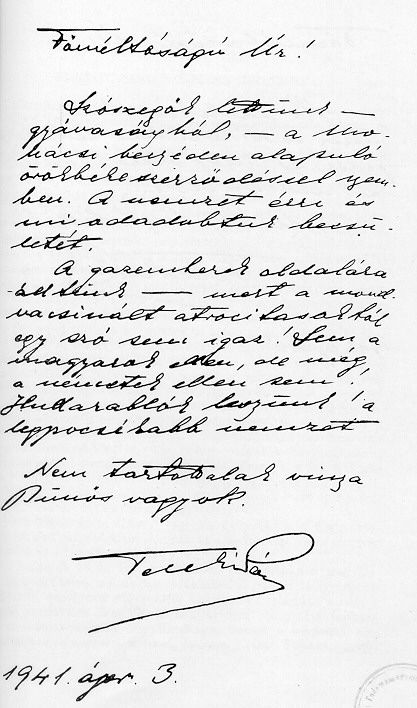
Carta de suicídio de Pál Teleki

Pouco depois das 21:00h, ele deixou o Ministério das Relações Exteriores da Hungria e foi para seu apartamento no Palácio de Sándor. Por volta da meia-noite, ele recebeu um telefonema que se acredita tê-lo informado de que o exército alemão havia acabado de iniciar sua marcha para a Hungria.   Teleki cometeu suicídio com uma pistola na noite de 3 de abril de 1941 e foi encontrado na manhã seguinte. Sua nota de suicídio dizia em parte:
"Quebramos a nossa palavra – por covardia [...] A nação sente isso e nós jogamos fora a sua honra. Nos aliamos aos canalhas [...] Nos tornaremos ladrões de cadáveres! Uma nação de lixo. Eu não te segurei. eu sou culpado."
Winston Churchill escreveu mais tarde: "Seu suicídio foi um sacrifício para absolver a si mesmo e ao seu povo da culpa no ataque alemão à Iugoslávia.."  Em 6 de abril de 1941, a Alemanha lançou a Operação Punição (Unternehmen Strafgericht), o bombardeio de Belgrado, na Iugoslávia. Alguns historiadores consideram o suicídio de Teleki um ato de patriotismo. Pouco depois, a Grã-Bretanha rompeu relações diplomáticas, mas só declarou guerra em dezembro.
Em consonância com seu comprometimento com o Escotismo e com a Hungria, Teleki foi enterrado em Gödöllő, local do Palácio Real.

## Legado

### Do filossemitismo ao antissemitismo
Teleki é considerado "um dos políticos antissemitas mais consistentemente inaceitáveis do período pós-Trianon".  A sua atitude em relação aos judeus é paralela à mudança da situação demográfica e social na Hungria antes e depois da Primeira Guerra Mundial. No império austro-húngaro, os judeus húngaros, geralmente ferozmente patriotas, estavam a assegurar a ténue maioria húngara no reino húngaro.  Consequentemente, Teleki declarou na conferência de paz de 1919 que "a maioria dos judeus húngaros se assimilou completamente aos húngaros [...] de um ponto de vista social, os judeus húngaros não são mais judeus, mas húngaros".  Depois de 1920, com um território húngaro bastante reduzido, Teleki mudou de ideia sobre os judeus húngaros: ele considerava os judeus como um "problema de vida ou morte para o povo húngaro".  Depois de o regente Horthy ter nomeado Teleki como primeiro-ministro em 19 de julho de 1920, ele introduziu as primeiras leis antissemitas introduzidas na Europa após a Primeira Guerra Mundial, a chamada "Lei Numerus Clausus" de 22 de setembro de 1920  que permitia aos judeus frequentar universidades apenas em relação direta à sua proporção da população húngara.  Ele e seu governo renunciaram menos de um ano depois, em 14 de abril de 1921, quando o antigo rei, Carlos IV, tentou retomar o trono da Hungria.
De 1921 a 1938, Teleki foi professor na Universidade de Budapeste. Enquanto estava lá, jornalistas perguntaram o que ele pensava sobre a violência antijudaica que havia ocorrido no campus da universidade. Ele respondeu: "Este barulho não me incomoda. Em todo o caso, os alunos fazem exames que testam os seus conhecimentos sobre o mar e este barulho é apropriadamente adequado ao do mar." 
Devido à natureza feudal da sociedade húngara pré-guerra, onde tanto os aristocratas ricos como os empobrecidos tentavam manter um estilo de vida "aristocrático" e uma classe camponesa desfavorecida não tinha meios de aprendizagem e mobilidade social, os judeus húngaros constituíam uma parte desproporcionalmente grande da classe média húngara.  No censo de 1930, os judeus representavam 5,1% da população, mas entre os médicos, 54,5% eram judeus, jornalistas, 31,7%, e advogados, 49,2%. Pessoas de fé judaica controlavam quatro dos cinco maiores bancos, de 19,5 a 33% da renda nacional e cerca de 80% da indústria do país.  Já depois da curta duração da República Soviética Húngara (21 de março – 1 de agosto de 1919), cujos líderes, concomitantemente com as suas origens de classe média, eram frequentemente de ascendência judaica, e ainda mais depois da depressão mundial que atingiu o final da década de 1920 e início da década de 1930, que inversamente foi associada à riqueza e ao poder financeiro judaicos, os judeus do país foram transformados em bodes expiatórios para todas as dificuldades económicas, políticas e sociais da Hungria. 

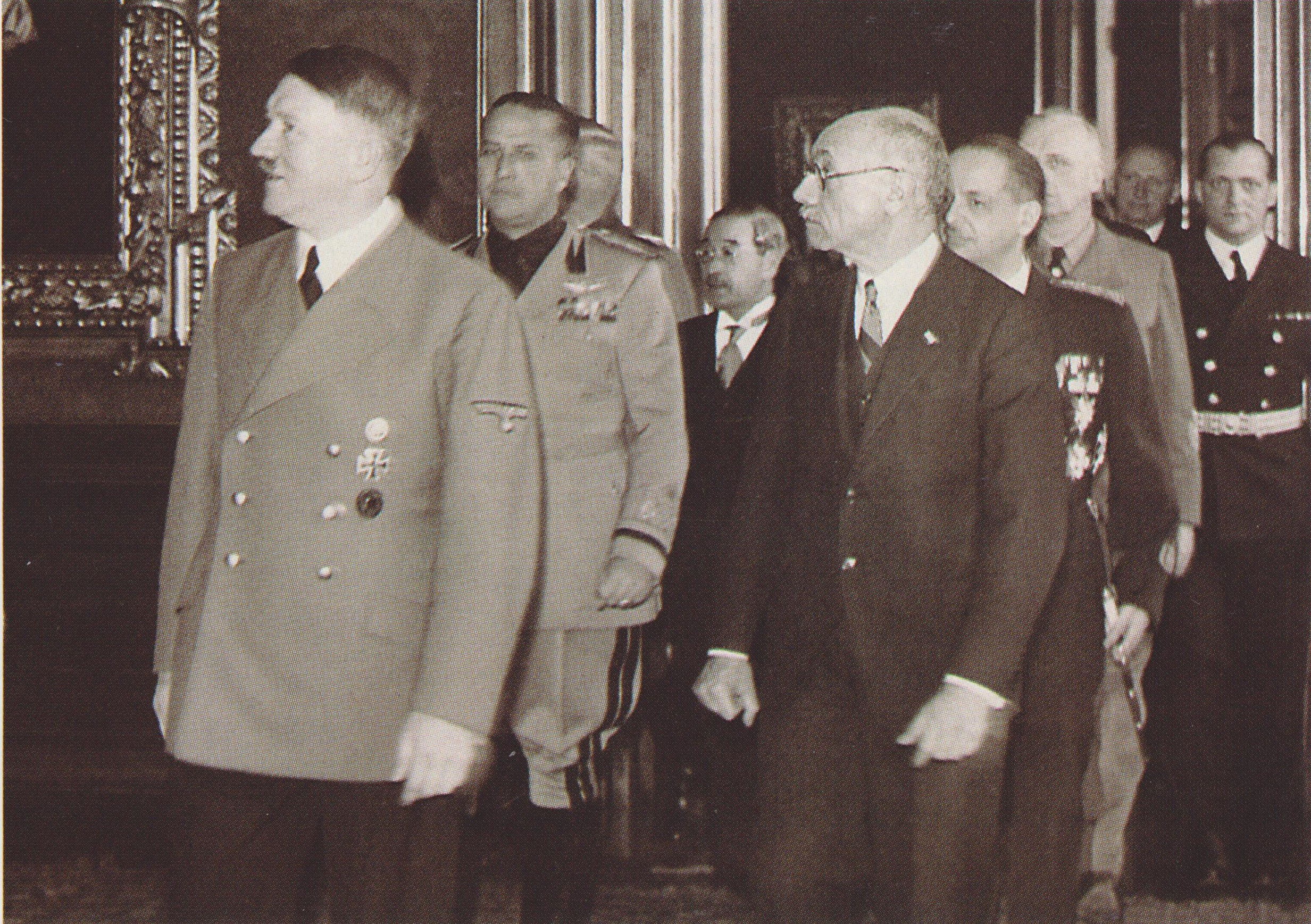
Pál Teleki com Adolf Hitler, quando a Hungria aderiu ao Pacto Tripartite em 20 de novembro de 1940

Após um período de considerável turbulência econômica e uma guinada política geral para a extrema direita, Teleki tornou-se primeiro-ministro novamente em 16 de fevereiro de 1939. Embora fosse considerado um anglófilo, uma das primeiras coisas que fez no Parlamento foi impulsionar o Segundo Ato Antijudaico iniciado pelo seu antecessor Béla Imrédy.  Esta foi a primeira lei que definiu o termo "judeu" em termos explicitamente raciais: "Uma pessoa pertencente à denominação judaica é ao mesmo tempo um membro da comunidade racial judaica e é natural que a cessação da filiação à denominação judaica não resulte em qualquer mudança na associação dessa pessoa com a comunidade racial."  Proibia os judeus de ocuparem qualquer cargo governamental, de serem editores, publicadores, produtores ou diretores. Reafirmou e reforçou a lei Numerus Clausus de 1920 e estendeu as suas disposições (representação de acordo com a proporção da população) ao mundo empresarial, regulando até o número de empregados judeus (um em cada cinco ou dois em cada nove no máximo, dependendo da dimensão).  Essas leis afetariam até 825.000 judeus, que viviam em território readquirido pela Hungria em 1941.
Teleki promulgou a Lei n.º II relativa à defesa nacional,  em 11 de março de 1939, e sancionou-a em 12 de maio do mesmo ano.  O texto do projeto de lei estipulava que todos os jovens judeus em idade de portar armas se juntassem ao serviço de trabalho forçado. Em 1940, esse serviço obrigatório foi estendido a todos os judeus do sexo masculino fisicamente aptos. Como resultado das leis estabelecidas durante o mandato de Teleki, 15.000 a 35.000 judeus na parte readquirida da Checoslováquia, que tiveram dificuldade em provar a sua antiga cidadania húngara, foram deportados. 
Estes judeus, sem cidadania húngara, foram enviados para um local perto de Kamenets-Podolski, onde num dos primeiros actos de matança em massa durante a Segunda Guerra Mundial, todos, excepto dois mil, destes indivíduos foram executados pelo Einsatzgruppe (unidade móvel de extermínio).  
Teleki escreveu o preâmbulo da Segunda Lei Antijudaica (1939)  e preparou a Terceira Lei Antijudaica em 1940.  Ele também assinou 52 decretos antijudaicos durante seu governo, e membros de seu governo emitiram 56 outros decretos contra os judeus. 
Teleki dedicou grande quantidade de energia e perspicácia política à aprovação do segundo projeto de lei antijudaico, afirmando que não o fez por razões táticas, mas por causa de suas profundas convicções pessoais.  Durante o segundo mandato de Teleki em 1940, o líder da Cruz Flechada Húngara, Ferenc Szálasi, recebeu anistia e o movimento nazista se fortaleceu. 
Embora as leis do Sistema de Serviços de Trabalho tenham sido postas em prática durante a vida de Teleki, elas só foram radicalmente aplicadas depois que a Hungria entrou na guerra.  Então a situação dos trabalhadores forçados judeus, que eram organizados em batalhões de trabalho, comandados por oficiais militares húngaros, tornou-se terrível. Eles estavam envolvidos em construções relacionadas à guerra, frequentemente sujeitos ao frio extremo e recebiam abrigo, alimentação e cuidados médicos inadequados. Pelo menos 27.000 trabalhadores forçados judeus morreram antes da Alemanha ocupar a Hungria em Março de 1944, após o que as autoridades estatais húngaras, em estreita cooperação com o "Sonderkommando" alemão de Adolf Eichmann  rapidamente organizaram e implementaram a deportação em massa de judeus para os campos de extermínio. 
Embora seja verdade que dezenas de milhares de jovens húngaros foram recrutados para o serviço militar ao mesmo tempo e enviados para lutar na Frente Oriental contra a União Soviética, muitas vezes mal equipados e mal treinados, e suportaram o peso das misérias da derrota alemã, a participação húngara na campanha oriental foi voluntária,  e o sofrimento dos seus soldados foi induzido pela guerra e não deliberadamente infligido como aconteceu com os batalhões de trabalho judeus. 

### Controvérsia sobre estátua

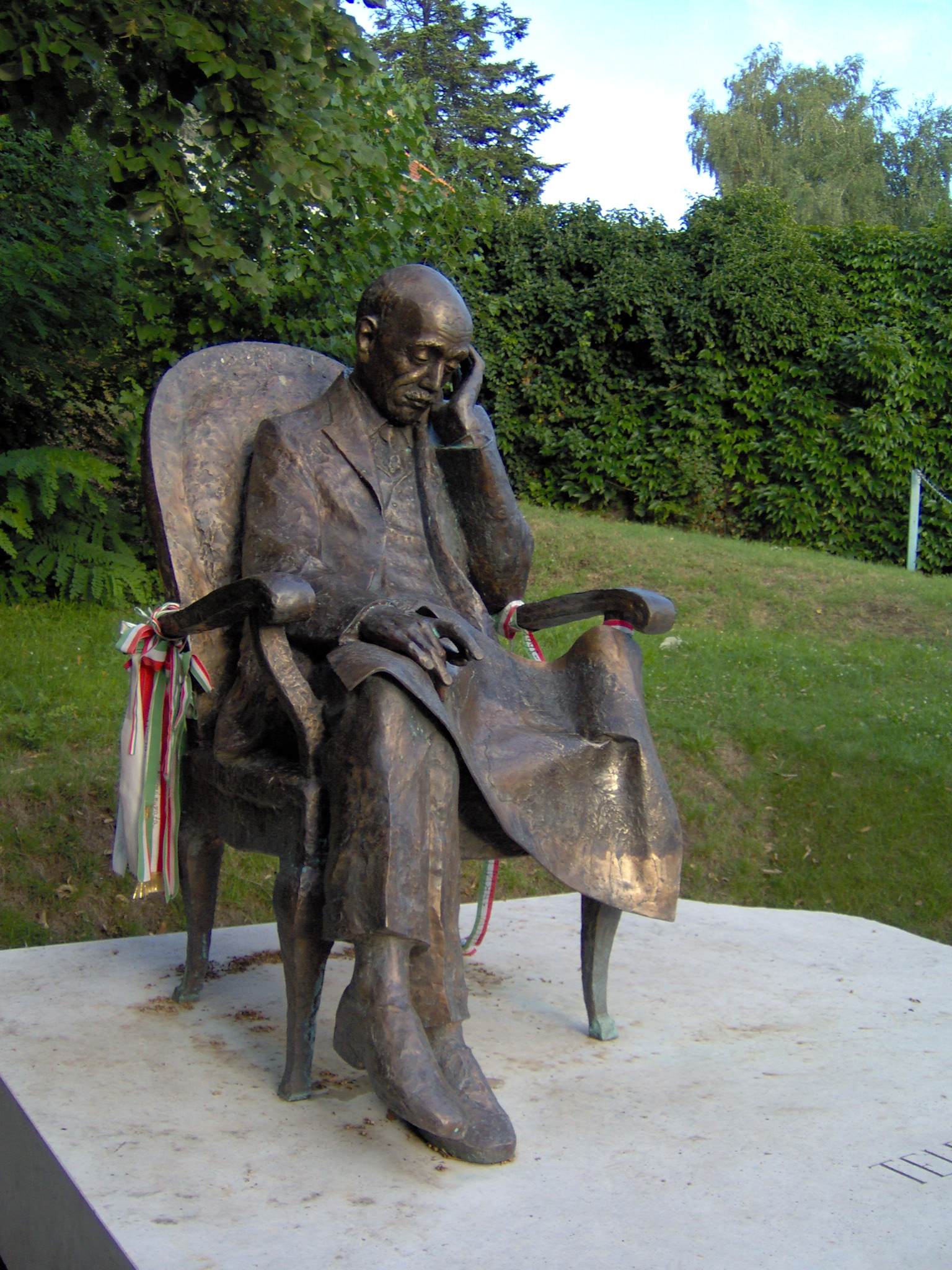
Estátua de Pál Teleki em Balatonboglár, Hungria

Em 2004, o Comitê Memorial Teleki Pál, inicialmente apoiado pelo prefeito de Budapeste, Gábor Demszky, propôs erigir uma estátua de  Tibor Rieger em sua homenagem no 63º aniversário de sua morte em frente ao palácio em Castle Hill, onde governou e, finalmente, cometeu suicídio. Devido à sua estreita ligação com o anti-semitismo húngaro, houve uma forte oposição tanto por parte dos liberais húngaros como das organizações judaicas húngaras e internacionais, especialmente do Centro Simon Wiesenthal e do seu líder Efraim Zuroff.   Consequentemente, o prefeito retirou seu apoio e o Ministro da Cultura István Hiller cancelou os planos. Em 5 de abril de 2004, a estátua foi finalmente colocada no pátio da Igreja Católica na cidade de Balatonboglár, na margem do Lago Balaton.  Balatonboglár recebeu milhares de refugiados poloneses durante a Segunda Guerra Mundial, que abriram naquela cidade uma das duas únicas escolas secundárias para poloneses na Europa entre 1939 e 1944. Eles atribuíram a Teleki a abertura das fronteiras da Hungria para eles e deram o nome dele a uma rua em Varsóvia após o fim da guerra.  Em 2001, foi condecorado postumamente com a Cruz de Comandante com Estrela da Ordem do Mérito da República da Polônia.  Em 2020, Teleki ganhou dois monumentos na Polônia, um em Skierniewice e outro em Cracóvia, ambos relacionados à sua posição pró-polonesa durante a guerra polaco-soviética de 1920. 
Uma rua em Borča, um subúrbio da capital sérvia, Belgrado, foi chamada de "Ulica Pala Telekija" ("Rua Pal Teleki") em 2011. 